# DDR-Meisterschaften im Fechten 1985
Die DDR-Meisterschaften im Fechten wurden 1985 zum 34. Mal ausgetragen und fanden vom 2. bis 3. Februar in Jena statt. Die Florettfechter Simone Rieper und Adrian Germanus konnten ihre Titel aus dem Vorjahr erfolgreich verteidigen.

## Medaillengewinner

### Einzelmeisterschaften
Wettbewerbe: 2. Februar Florett Männer + Frauen, 3. Februar Degen und Säbel
| Disziplin | Gold                                   | Silber                               | Bronze                                |
| Männer    | Männer                                 | Männer                               | Männer                                |
| --------- | -------------------------------------- | ------------------------------------ | ------------------------------------- |
| Florett   | Adrian Germanus (SC Motor Jena)        | Udo Wagner (SC Einheit Dresden)      | Vincenz Rieger (SC Motor Jena)        |
| Degen     | Andre Kühnemund (ASK Vorwärts Potsdam) | Sven Frische (ASK Vorwärts Potsdam)  | Harald Stümer (ASK Vorwärts Potsdam)  |
| Säbel     | Thomas Meyer (SC Dynamo Berlin)        | Frank Weib (SC Dynamo Berlin)        | Rüdiger Müller (ASK Vorwärts Potsdam) |
| Frauen    |                                        |                                      |                                       |
| Florett   | Simone Rieper (SC Dynamo Berlin)       | Susanne Lange (ASK Vorwärts Potsdam) | Mandy Niklaus (SC Dynamo Berlin)      |

## Medaillenspiegel
| Platz | Verein                        | Verein               | Gold | Silber | Bronze | Total |
| ----- | ----------------------------- | -------------------- | ---- | ------ | ------ | ----- |
| 1     | Logo vom SC Dynamo Berlin     | SC Dynamo Berlin     | 2    | 1      | 1      | 4     |
| 2     | Logo vom ASK Vorwärts Potsdam | ASK Vorwärts Potsdam | 1    | 2      | 2      | 5     |
| 3     | Logo vom SC Motor Jena        | SC Motor Jena        | 1    | –      | 1      | 2     |
| 4     | Logo vom SC Einheit Dresden   | SC Einheit Dresden   | –    | 1      | –      | 1     |
|       | Total                         | Total                | 4    | 4      | 4      | 12    |